# Alekséievka (Karatuzski)
Alekséievka (en rus: Алексеевка) és un poble del krai de Krasnoiarsk, a Rússia, que el 2012 tenia 38 habitants. Pertany al districte de Karatuzski.